# Zmarli w roku 1985
Lista osób zmarłych w 1985:

## styczeń 1985
- 10 stycznia – Anton Karas, austriacki wirtuoz cytry, także kompozytor (ur. 1906)
- 13 stycznia – Adam Marczyński, polski malarz, grafik i scenograf (ur. 1908)
- 14 stycznia – June Tripp, brytyjska aktorka filmowa i teatralna (ur. 1901)
- 17 stycznia – Ludwik Bazylow, polski historyk, badacz dziejów Europy Wschodniej (ur. 1915)
- 20 stycznia – Stanisław Dunajewski, uczestnik wojny polsko-bolszewickiej, kawaler orderu Virtuti Militari, patron Muzeum Ślężańskiego (ur. 1900)
- 26 stycznia - Waldemar Obrębski, polski piłkarz i trener
- 31 stycznia:
  - Józef Mackiewicz, polski prozaik i publicysta (ur. 1902)
  - Menachem Bader, izraelski polityk (ur. 1895)

## luty 1985
- 24 lutego – Hal C. Kern, amerykański montażysta i producent filmowy, laureat Oscara (ur. 1894)
- 26 lutego – Łucja Zawada, nauczycielka, instruktorka harcerska, żołnierz Szarych Szeregów (ur. 1913)
- 28 lutego – David Byron, brytyjski wokalista rockowy zespołu Uriah Heep (ur. 1947)

## marzec 1985
- 2 marca – Edgar Behr, niemiecki żeglarz, olimpijczyk (ur. 1910)
- 3 marca – Ludwik Zajdler, polski astronom, pisarz (ur. 1905)
- 7 marca – Arkady Fiedler, polski pisarz i podróżnik (ur. 1894)
- 9 marca – Aleksander Trojkowicz, polski malarz (ur. 1916)
- 10 marca – Konstantin Czernienko, sekretarz generalny KC KPZR, przywódca ZSRR (ur. 1911)
- 12 marca – Alfred Eluère, francuski rugbysta, medalista olimpijski (ur. 1893)
- 19 marca – Leopold Tyrmand, polski prozaik i publicysta (ur. 1920)
- 21 marca – Stanisław Rembek, polski powieściopisarz (ur. 1901)
- 28 marca – Marc Chagall, francuski malarz (ur. 1887)

## kwiecień 1985
- 6 kwietnia – Stanisław Zaczyk, polski aktor (ur. 1923)
- 10 kwietnia – Karol Tchorek, polski rzeźbiarz (ur. 1904)
- 11 kwietnia – Enver Hoxha, komunistyczny przywódca Albanii (ur. 1908)
- 18 kwietnia – Gertruda Caton-Thompson, angielska archeolog (ur. 1888)
- 20 kwietnia – Charles Francis Richter, amerykański geofizyk (ur. 1900)

## maj 1985
- 1 maja – Binjamin Sason, izraelski polityk (ur. 1903)
- 3 maja – Wojciech Belon, polski poeta, pieśniarz, założyciel Wolnej Grupy Bukowiny (ur. 1952)
- 7 maja:
  - Adam Bahdaj, polski pisarz, tłumacz z języka węgierskiego (ur. 1918)
  - Jerzy Młodziejowski, polski geograf, taternik, krajoznawca, skrzypek i altowiolista (ur. 1909)
- 20 maja – Eduardo Ortiz de Landázuri, hiszpański profesor medycyny, Sługa Boży Kościoła katolickiego (ur. 1910)
- 28 maja:
  - Mirosław Iringh ps. „Stanko”, podporucznik, Słowak z pochodzenia, dowódca legendarnego oddziału Słowaków (ur. 1914)
  - Olle Rinman, szwedzki żeglarz, olimpijczyk (ur. 1908)

## czerwiec 1985
- 3 czerwca – Wawrzyniec Staliński, polski piłkarz, reprezentant Polski (ur. 1899)
- 17 czerwca – Kiriłł Moskalenko (ros. Кирилл Семёнович Москаленко), marszałek Związku Radzieckiego (ur. 1902)
- 28 czerwca – Marija Bryncewa, radziecka polityk (ur. 1906)
- 29 czerwca – Andrzej Kijowski, polski pisarz, krytyk, scenarzysta (ur. 1928)

## lipiec 1985
- 8 lipca – Simon Kuznets, amerykański ekonomista (ur. 1901)
- 12 lipca – Henryk Hunko, polski aktor (ur. 1924)
- 16 lipca – Heinrich Böll, niemiecki pisarz (ur. 1917)
- 19 lipca:
  - Janusz A. Zajdel, polski pisarz science-fiction (ur. 1938)
  - Ewen Montagu, brytyjski oficer wywiadu, pisarz i sędzia (ur. 1901)

## wrzesień 1985
- 1 września – Muhammad Zafrullah Khan, pakistański prawnik, polityk i dyplomata, minister spraw zagranicznych Pakistanu, przewodniczący sesji Zgromadzenia Ogólnego ONZ, prezes Międzynarodowego Trybunału Sprawiedliwości (ur. 1893)
- 4 września – Wasyl Stus (ukr. Bасиль Семенович Cтус), ukraiński poeta (ur. 1938)
- 6 września – Cornelius Righter, amerykański sportowiec i trener, medalista olimpijski (ur. 1897)
- 8 września – John Franklin Enders, amerykański biolog, laureat Nagrody Nobla (ur. 1897)
- 9 września
  - Paul Flory, amerykański chemik, laureat Nagrody Nobla (ur. 1910)
  - Kalle Korma, fiński piłkarz (ur. w 1900)
- 16 września – Witold Wirpsza, polski poeta, powieściopisarz i tłumacz (ur. 1918)
- 19 września – Italo Calvino, włoski prozaik i dziennikarz (ur. 1923)
- 21 września – Antoni Przybylski, polsko-australijski astronom (ur. 1913)
- 22 września:
  - Endre Nemes, szwedzki artysta wizualny (ur. 1909)
  - Axel Springer, niemiecki dziennikarz, założyciel wydawnictwa Axel Springer SE (ur. 1912)
- 23 września – Teofila Koronkiewicz, polska aktorka (ur. 1901)
- 30 września – Mieczysław Szymczak, polski językoznawca, profesor Uniwersytetu Warszawskiego (ur. 1927)

## październik 1985
- 2 października – Rock Hudson, aktor amerykański (ur. 1925)
- 10 października:
  - Orson Welles, amerykański aktor i reżyser (ur. 1915)
  - Yul Brynner, amerykański aktor (ur. 1920)
- 12 października – Ricky Wilson, gitarzysta amerykański, członek grupy rockowej The B-52’s (ur. 1953)
- 13 października – Mieczysław Boruta-Spiechowicz, polski generał brygady (ur. 1894)
- 14 października – Emil Gilels (ros. Эмиль Григорьевич Гилельс), rosyjski pianista (ur. 1916)
- 15 października – Max Zaslofsky, amerykański koszykarz, trener (ur. 1925)
- 24 października – László Bíró, węgierski wynalazca i dziennikarz, przypisuje mu się wynalezienie długopisu (ur. 1899)

## listopad 1985
- 7 listopada – Josef Rufer, austriacki teoretyk muzyki, krytyk muzyczny i pedagog (ur. 1893)
- 8 listopada – Nicolas Frantz, luksemburski kolarz (ur. 1899)
- 20 listopada – Jerzy Ziętek, polski polityk generał, uczestnik powstań śląskich, członek Komitetu Centralnego PZPR (ur. 1901)
- 27 listopada:
  - Fernand Braudel, francuski historyk (ur. 1902)
  - Stanisław Ryszard Dobrowolski, polski poeta i prozaik (ur. 1907)

## grudzień 1985
- 5 grudnia – Aleksja González-Barros y González, hiszpańska kandydatka na ołtarze (ur. 1971)
- 9 grudnia – Ireneusz Iredyński, polski prozaik, dramaturg, poeta (ur. 1939)
- 13 grudnia – Kazimiera Olszewska, polska nauczycielka, działaczka społeczna, żołnierz Armii Krajowej, więzień polityczny okresu stalinizmu (ur. 1912)
- 16 grudnia:
  - Paul Castellano, amerykański gangster (ur. 1915)
  - Philip Clark, amerykański sportowiec, medalista olimpijski (ur. 1898)
- 26 grudnia – Dian Fossey, amerykańska badaczka goryli (ur. 1932)
- 28 grudnia – Franciszek Postawka, polski kierowca i pilot rajdowy, mistrz Polski (ur. 1922)
- 30 grudnia – Ansco Dokkum, holenderski żeglarz, olimpijczyk (ur. 1904)
- 31 grudnia – Ricky Nelson, amerykański aktor, piosenkarz i gitarzysta (ur. 1940)
- dokładna data nie znana – Adam Idziński, polski artysta fotograf (ur. 1912)